# Amos Tutuola
Amos Tutuola, né le 20 juin 1920 à Abeokuta et mort le 8 juin 1997 à Ibadan, est un écrivain nigérian d'expression anglaise.

## Biographie
Amos Tutuola a été un des premiers auteurs africains à ne pas écrire selon le modèle littéraire européen. Ses romans s’inspirent des contes traditionnels yoruba. Dans une certaine mesure, ils comportent également une dimension intertextuelle faisant référence à la mythologie occidentale, gréco-romaine. Ils sont écrits dans un anglais imparfait, très proche de l’oral. Cela a d’abord valu à Tutuola une critique sévère de certains de ses compatriotes qui pensaient que cela jetait un discrédit sur le Nigeria. Son succès l’a conduit par la suite à traduire ses ouvrages en yoruba.
Son roman le plus célèbre, L'Ivrogne dans la brousse, a été publié à Londres en 1952. Il a été traduit en français par Raymond Queneau en 1953. Son auteur était si peu connu à l’époque que certains ont cru que c’était Queneau lui-même qui se dissimulait sous un pseudonyme.
Il a fallu attendre 1988 pour que quelques autres romans soient traduits en français.

## Adaptations
L’œuvre d’Amos Tutuola a donné lieu à plusieurs adaptations théâtrales :
- 1995 : Ma vie dans la brousse des fantômes, créé au Festival d'Avignon et mis en scène par Guy Lenoir, avec Isaach de Bankolé (lui aussi d’origine yoruba) dans le rôle principal.
- 2002 : L’ivrogne dans la brousse, au Théâtre de la Tempête, adapté et mis en scène par Philippe Adrien.

## Influences
Le roman Ma vie dans la brousse des fantômes a inspiré l’album My Life in the Bush of Ghosts de David Byrne et Brian Eno.
Guidée par le même roman (Ma vie dans la brousse des fantômes), la photographe espagnole Cristina de Middel réalise une série de photographies dans le quartier lacustre de Makoko (quartier de Lagos/Nigeria). Le livre de la série intitulé « This is what hatred did » paraîtra en septembre 2015.